# Discordancia de Hutton

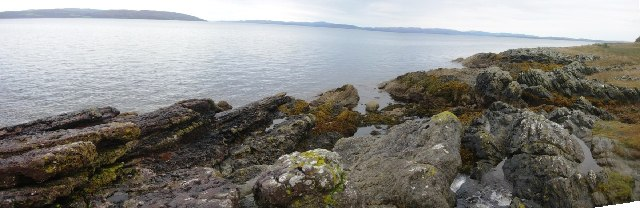
Discordancia de Hutton en la isla de Arran, cerca de cabo Newton. Fue la primera interpretada por Hutton.

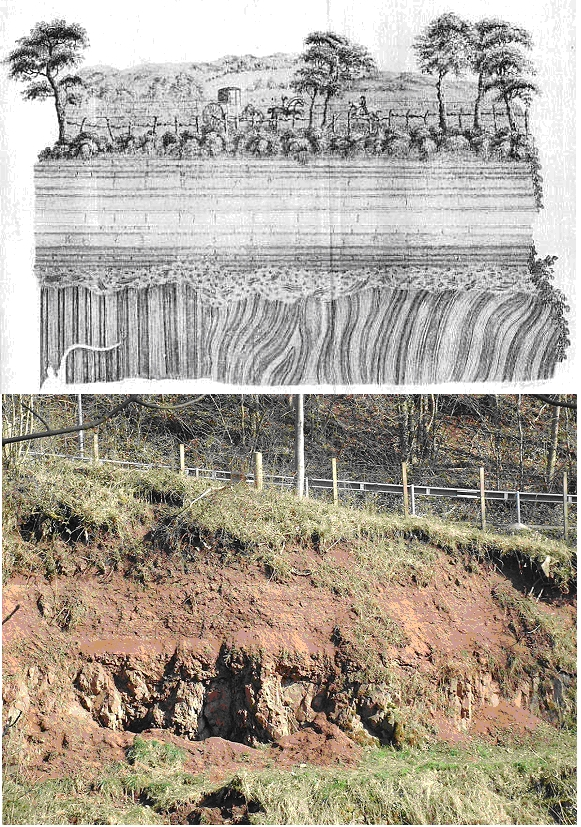
Discordancia de Hutton en Jedburgh. Una fotografía muestra el terreno en 2003 y debajo una ilustración de John Clerk de Eldin en 1787, cuando la visitó junto a Hutton.

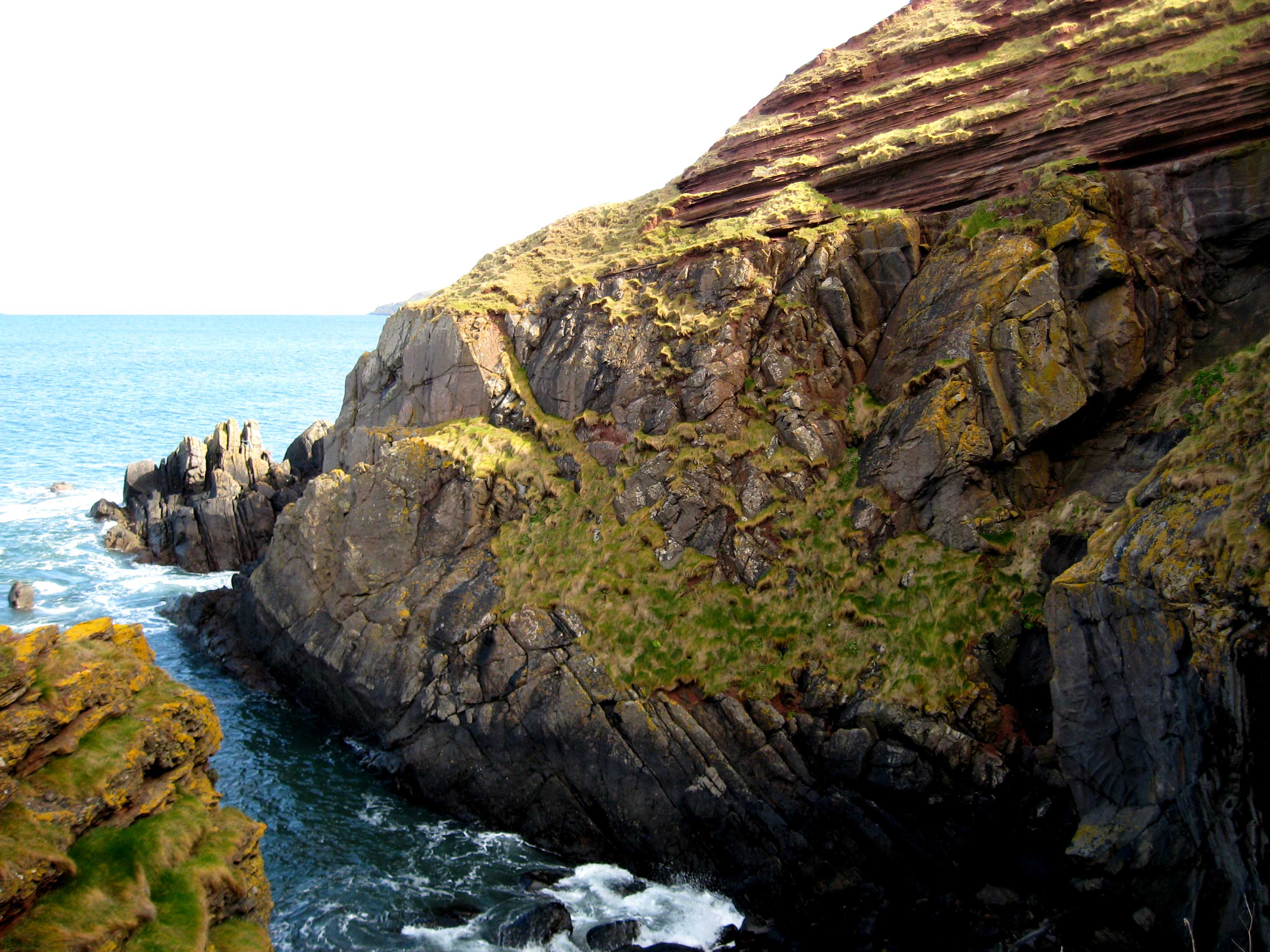
Acantilado al este de Siccar Point mostrando la discordancia entre la arenisca roja y la grauvaca.

Una discordancia de Hutton (en inglés: Hutton's Unconformity) es una discordancia que hace referencia a algunos de los sitios geológicos más famosos de Escocia que el geólogo del siglo XVIII James Hutton identificó y que proporcionaron evidencias para establecer las teorías plutonistas y uniformistas y acerca de la edad de la Tierra.

## Teoría de la formación de las rocas
Hutton dio con una variedad de ideas para explicar las formaciones rocosas que veía a su alrededor, y después de unos 25 años de trabajo, su Theory of the Earth; or an Investigation of the Laws observable in the Composition, Dissolution, and Restoration of Land upon the Globe se leía en las reuniones de la Royal Society de Edimburgo en 1785. Más tarde, ese año, Hutton leyó un resumen de Sobre el Sistema de la Tierra, su duración y estabilidad en una reunión de la Sociedad, que había impreso y distribuido en privado.
En ella, expuso su teoría de que las «partes sólidas de la tierra actual parecen, en general, que están compuestas por los productos del mar, y de otros materiales similares a los que ahora se encuentran en las costas». De esto dedujo que la tierra era una composición que se había sido formada por la operación de causas secundarias, en un mundo anterior compuesto por mar y tierra, con mareas, corrientes y «operaciones similares en el fondo del mar a las que ahora tienen lugar» de modo que «mientras que el actual terreno se estaba formando en el fondo del océano, la antigua tierra albergaba plantas y animales; por lo menos el mar estaba habitado por aquel entonces por los animales, de una manera similar a como lo está en la actualidad», y que la mayor parte, si no toda, la tierra había sido producida por las operaciones naturales que implican la consolidación de las masas de materiales sueltos recogidos en el fondo del mar, seguido por la elevación de las masas consolidadas a su posición actual.

## Discordancias

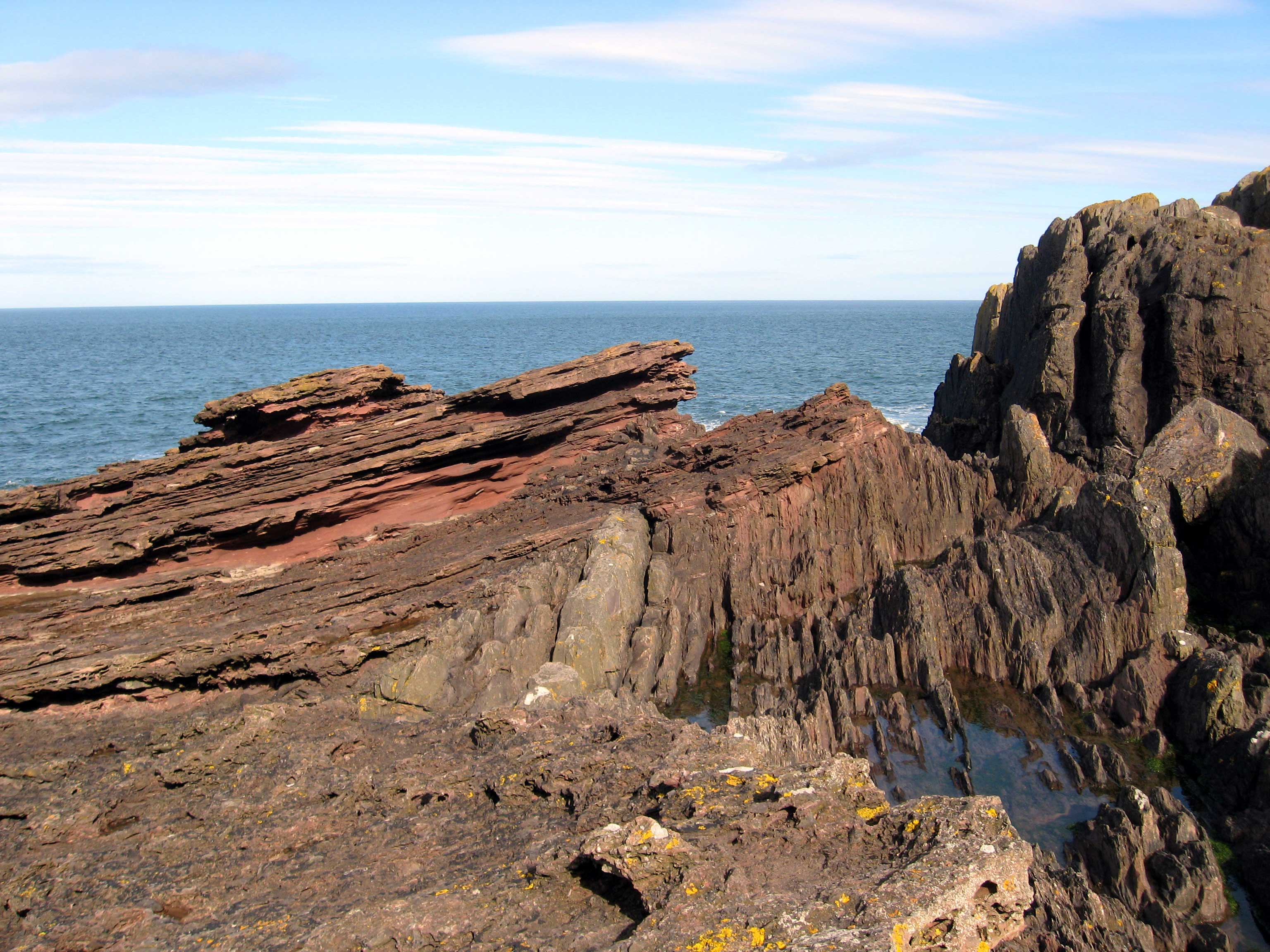
Discordancia de Hutton en Siccar Point, afloramiento erosionado. Esta secuencia fue dibujada en 1788 por James Hall, cuando viajaba con Hutton.

Algunas discordancias angulares ya habían sido señaladas por los antiguos geólogos que las interpretaron en términos del neptunismo como «formaciones primarias», por lo que Hutton quería examinar esas formaciones por sí mismo para buscar apoyo a su teoría del plutonismo. En un viaje a la isla de Arran, en 1787, se encontró con su primer ejemplo, la discordancia de Hutton en Newton Point, al norte de dicha punta, cerca de Lochranza, pero la visión limitada no ofreció toda la información que necesitaba. Se presentan en orientación vertical esquistos dalradian cámbricos cubiertos por Old Red Sandstone más reciente, del Carbonífero, con una diferencia obvia en la inclinación entre las dos capas de roca,  pero creyó de forma incorrecta que los estratos eran conformes a una profundidad inferior del afloramiento expuesto.
Más tarde, en 1787, señaló Hutton lo que ahora se conoce como la discordancia Hutton de Inchbonny, Jedburgh, en capas de roca sedimentaria. Más tarde escribió de cómo «me regocijó en mi buena fortuna por tropezar con un objeto tan interesante en la historia natural de la Tierra, y que yo había estado buscando durante mucho tiempo en vano». Ese año, se encontró con la misma secuencia en el río Teviot (‘Tiviot’ en el escrito de Hutton), cerca de Hawick.
En la primavera de 1788 partió con John Playfair a la costa de Berwickshire y encontró más ejemplos de esta secuencia en los valles de los burns Tower y Pear, cerca de Cockburnspath. A continuación, hizo un viaje en barco desde el este de Dunglass Burn a lo largo de la costa con el geólogo Sir James Hall de Dunglass. Encontraron la secuencia en el acantilado por debajo de la capilla de St. Helen, a continuación, justo al este en Siccar Point encontraron lo que Hutton llamó «una bella imagen de esta unión dejada al desnudo por el mar», y la que ha quedado como la discordancia de Hutton en Siccar Point. Playfair más tarde comentó sobre la experiencia, «la mente parecía marearse por mirar tan lejos en el abismo del tiempo». Continuando por la costa, hicieron más descubrimientos, incluyendo secciones de los lechos verticales que mostraban claras marcas de oleaje que dieron a Hutton «gran satisfacción» como una confirmación de su hipótesis de que estos lechos habían estado en posición horizontal en el agua. También encontraron conglomerado a altitudes que demostraba el grado de erosión de los estratos, y dijo de esto que «nunca hubimos soñado con encontrarnos con lo que vimos». Playfair escribió:

Los que de nosotros vimos estos fenómenos por primera vez, la impresión no será fácilmente olvidada... Sentimos necesariamente ser transportados a un tiempo cuando los esquistos en los que nos encontrábamos estaban todavía en el fondo del mar, y cuando la piedra arenisca apenas comenzaba a ser depositada, en forma de arena o barro, desde las aguas del supercontinente al océano... La mente parecía marearse al mirar tan atrás en el abismo del tiempo, y mientras escuchabamos con la máxima atención y admiración al filósofo que estaba desentrañando para nosotros el orden y la serie de estos maravillosos eventos, fuimos conscientes de que, a veces, la razón puede ir mucho más allá de lo que la imaginación se atreve a llegar.
On us who saw these phenomenon for the first time the impression will not easily be forgotten...We felt necessarily carried back to a time when the schistus on which we stood was yet at the bottom of the sea, and when the sandstone before us was only beginning to be deposited, in the shape of sand or mud, from the waters of the supercontinent ocean... The mind seemed to grow giddy by looking so far back into the abyss of time; and whilst we listened with earnestness and admiration to the philosopher who was now unfolding to us the order and series of these wonderful events, we became sensible how much further reason may sometimes go than imagination may venture to follow.
Playfair, 1805, p. 72

En el cabo Siccar, los estratos de grauvaca del Silúrico inferior que reposaban en un entorno de aguas profundas hace unos 425 millones de años se inclinaron verticalmente, y luego se superusieron a los estratos de areniscas del  Devónico superior que habían sido depositadas en una amplia llanura costera sujeta a inundaciones periódicas por el mar, hace unos 345 ma.